# Аягуз (аэропорт)
«Аягуз» — аэропорт города Аягоз (ранее Аягуз) в Казахстане.

## История
Аэродром Аягуз 2-го класса, находится в 6 километрах от города Аягоз (ранее Аягуз). Имеет бетонированную взлетно посадочную полосу размерами 2500 на 45 метров, по проектным характеристикам способен принимать воздушные суда Ту-134, Ту-154, Ан-12, Як-42 и более лёгкие (а также вертолёты всех типов).
С декабря 1983 года по 22 октября 1989 года на аэродроме также базировался 737-й истребительный авиационный полк ПВО на самолётах МиГ-23МЛД Полк перебазировлася с аэродрома Камбала. В октябре 1989 года полк перебазировлася на аэродром Червоноглинское (Арциз).
В настоящее время эксплуатируется для нужд военной авиации. В 2008 году прекращены пассажирские перевозки АО «Семейавиа» из-за нецелесообразности перевозок по воздуху, так как имеющиеся авто и ж/д маршруты полностью компенсируют потребности населения.
Рядом с аэродромом Аягуз расположен опорный навигационный пункт республиканского государственного предприятия «Казаэронавигация». По словам генерального директора РГП «Казаэронавигация» Сергея Кульназарова, новое здание навигационного пункта «Аягоз» оснащено самым современным радиолокатором, позволяющим «смотреть» вокруг на 400 километров.Около здания пункта установлен высокочастотный радиомаяк. Создан комплекс авиасвязи с новейшим цифровым узлом телекоммуникаций, который осуществляет передачу информации между экипажами самолётов и диспетчерскими пунктами Астаны, Алматы и Семея.